# DigitalSTROM
DigitalSTROM is een stroomschakelnetwerk op basis van in kroonsteentjes ingebouwde hoogvoltagechips. De kroonsteentjes (dSID's) kunnen op afstand bestuurd stroom in- en uitschakelen. Iedere netspanningsgroep heeft een stroommeter (dSM) die een duizendtal dSID's kan aansturen. De stroommeters kunnen communiceren met een server (dSS). Een computer kan gegevens van het DigitalSTROM-netwerk in het gebouw uitlezen via de dSS.

## Kleuren
Op basis van kleurcodering kunnen dSID's met dezelfde kleur gelijktijdig worden in- en uitgeschakeld. Lichtschakelaars met indicatieleds geven de status van de apparaten in een kleur aan.
Kleurcodering:
- Roze: video
- Rood: beveiliging
- Groen: toegang
- Geel: verlichting
- Grijs: zonwering
- Donkerblauw: airco
- Lichtblauw: audio
- Zwart: joker (vrij configureerbaar)

## Kritiek
Het Duitse Yello Strom kreeg in 2008 een Big Brother Award vanwege het fijnmazig inzicht in het gebruik dat dit systeem kan geven. Mede daarom is de dSS-software beschikbaar onder een opensourcelicentie en een commerciële licentie.
De DigitalSTROM-kroonsteenelementen werden aanvankelijk aangekondigd als goedkope bouwstenen van 1 à 2 euro, maar werden bij de introductie verkocht voor 70 euro – een vrij hoge prijs, aangezien deze per elektrisch geschakeld apparaat moeten worden ingebouwd. Daarnaast komen dan nog de server en stroommeters.